# Người Xtiêng
Người Xtiêng hay còn gọi là người Stiêng hay Giẻ Xtiêng (không nhầm với người Giẻ Triêng) là một dân tộc trong số 54 dân tộc tại Việt Nam.
Người Xtiêng nói tiếng Xtiêng, một ngôn ngữ thuộc nhóm ngôn ngữ Môn-Khmer trong ngữ hệ Nam Á. Ngôn ngữ thứ hai là ngôn ngữ phổ thông tại quốc gia nơi họ cư trú, là tiếng Việt hoặc tiếng Khmer.

## Dân số và địa bàn cư trú
Dân tộc Xtiêng có dân số khoảng 66.788 người (1999), cư trú tập trung tại một số huyện thuộc các tỉnh Bình Phước, Đồng Nai và Tây Ninh (chiếm trên 99,3%).
Tại Campuchia có khoảng 6.500 người Xtiêng, theo Điều tra dân số Campuchia năm 2008. (Xem: Khmer Loeu).
Theo Tổng điều tra dân số và nhà ở năm 2019, người Xtiêng ở Việt Nam có dân số 100.752 người, có mặt tại 34 trên tổng số 63 tỉnh, thành phố. Người Xtiêng cư trú tập trung tại tỉnh Bình Phước (81.708 người, chiếm 95,6% tổng số người Xtiêng tại Việt Nam), Tây Ninh (1.654 người), Đồng Nai (1.269 người), Lâm Đồng (380 người), Bình Dương (153 người)...

## Đặc điểm kinh tế
Về hình thái kinh tế, có thể tạm chia dân tộc này thành hai nhóm là nhóm Bù Đéc ở vùng thấp, biết làm ruộng nước và dùng trâu, bò kéo cày từ khá lâu và nhóm Bù Lơ ở vùng cao, làm rẫy là chủ yếu, sống gần gũi với người M'Nông, người Mạ.
Thức ăn chủ yếu của họ là gạo, rau, cá, tôm. Trước đây người Xtiêng thường ăn bằng tay nhưng gần đây đã ăn bằng bát đĩa. Họ hay dùng rượu cần trong dịp hội hè.

## Tổ chức cộng đồng
Ngày nay người Xtiêng ở nhiều nơi đã định canh định cư, từng gia đình làm nhà ở riêng. Họ Điểu là họ phổ biến khắp vùng Xtiêng. Làng Xtiêng có truyền thống tự quản, đứng đầu là một già làng am hiểu tập tục, có uy tín lớn, tháo vát và thường là người giàu có ở làng. Mức giàu được tính bằng tài sản như: trâu, bò, chiêng, cồng, ché, vòng, trang sức và còn rất nhiều thứ khác nữa
Người Xtiêng ưa thích âm nhạc, nhạc cụ thường thấy nhất là bộ chiêng sáu cái. Chiêng không được gõ ở ngoài nhà, trừ ngày lễ đâm trâu. Chiêng dùng trong hội lễ, cả trong bộc lộ tình cảm, hòa giải xích mích giữa các gia đình. Ngoài chiêng còn có cồng, khèn bầu cũng được người Xtiêng ưa thích. Cuối mùa khô, họ hay chơi thả diều.

## Hôn nhân gia đình
Người Xtiêng lấy vợ, lấy chồng khác dòng họ. Thông thường con trai từ tuổi 19-20, con gái từ tuổi 15-17 bắt đầu tìm bạn đời.Tùy theo vùng miền mà các chàng trai người Xtiêng lấy vợ lấy chồng sẽ ở rể hoặc về nhà chồng; các khu vực Phước Long; Phú Riềng; Bù Gia Mập; Bù Đăng...sau khi lấy nhau con gái sẽ về nhà chồng. Khu vực Bình Long; Hớn Quản... con trai sẽ ở rể.

## Nhà cửa
Nhà ở của người Xtiêng không đồng nhất giữa các khu vực. Chẳng hạn ở Bù Lơ người Xtiêng sống trong nhà đất dài với gia đình lớn theo chế độ phụ hệ; ở Đắc Kia người Xtiêng cư trú trong nhà sàn, nha nua va nhà đất ngắn với gia đình nhỏ; ở Bù Đeh người Xtiêng lại sống trong nhà sàn dài với gia đình lớn theo chế độ mẫu hệ.
Bộ khung nhà người Xtiêng dù nhà sàn hay đất đều trên cơ sở vì hai cột (không có kèo). Căn cứ vào cấu tạo của bộ khung nhà đất của người Xtiêng hiện nay còn thấy thì nhà đất của người Xtiêng là rất thô sơ. Nhà đất của người Xtiêng chỉ như là một cái chòi, mái được kéo gần sát mặt đất. Cửa ra vào rất thấp, mở ở hai đầu hồi và một cửa ở mặt trước nhà, mái trên cửa cũng phải cắt bớt hoặc làm vòng lên như ở nhà người Mạ.

## Trang phục
Trang phục của người Xtiêng khá đơn giản, đàn bà mặc váy, đàn ông đóng khố. Mùa đông người ta choàng một tấm vải để chống rét. Người Xtiêng để tóc dài búi sau gáy, tai xâu lỗ, hoa tai bằng gỗ, ngà voi và xăm mặt, xăm mình với những hoa văn giản đơn. Mọi người nam, nữ, già, trẻ đều thích đeo các loại vòng. Trẻ em nhỏ đeo lục lạc ở hai cổ chân.

## Người Xtiêng có danh tiếng
| Tên             | Sinh thời | Hoạt động                                             |
| --------------- | --------- | ----------------------------------------------------- |
| Điểu Ong        | 1939–1969 | Anh hùng Lực lượng vũ trang nhân dân, dũng sĩ diệt Mỹ |
| Điểu Huỳnh Sang | 1980–     | Nữ đại biểu Quốc hội Việt Nam khóa 13, 14 (2011–2021) |